# Эла Солсберийская, графиня Солсбери
Эла Солсберийская (англ. Ela of Salisbury; примерно 1190 — 24 августа 1261) — английская аристократка, 3-я графиня Солсбери в своём праве с 1196 года, шериф Уилтшира в 1227—1228 и 1231—1237 годах, аббатиса Лакока в 1239—1257 годах. Единственная дочь Уильяма Фиц-Патрика, 2-го графа Солсбери.
Эла потеряла отца, будучи ребёнком. Поскольку она стала наследницей богатых владений, король Англии Ричард Львиное Сердце женил на ней своего единокровного брата, Уильяма Лонжеспе («Длинный Меч»). После смерти мужа в 1226 году Эла какое-то время занимала пост шерифа Уилтшира, но в 1237 году удалилась в основанный ею монастырь Лакок. После преобразования монастыря в аббатство она стала первой аббатисой Лакока. Эла дожила до глубокой старости, пережив старшего сына и старшего внука, поэтому наследницей её владений и титула стала правнучка.

## Биография
Эла была единственной дочерью Уильяма Фиц-Патрика, 2-го графа Солсбери, и Элеоноры де Витри. Она принадлежала к знатному англо-нормандскому роду, основатель которого упоминается в «Книге Страшного суда» (1086 год). Предки Элы владели многочисленными поместьями в Уилтшире, Суррее, Гэмпшире и Дорсете, а с 1140-х годов носили титул графов Солсбери.
Возможно, Эла родилась в 1190 году или вскоре после этой даты. На момент смерти отца в 1196 году Эла была ещё ребёнком. Некоторые источники сообщают, что один из братьев Уильяма Фиц-Патрика, претендовавший на наследство, заточил племянницу в нормандском замке, но рыцарь Уильям Толбот, чтобы её спасти, ездил по всей Нормандии и пел под окнами каждого замка балладу. Когда Эла ему ответила, Толбот освободил её и увёз в Англию.
Чтобы установить контроль над обширными владениями графов Солсбери, король Англии Ричард Львиное Сердце, которому перешла опека над юной графиней, в том же году (1196) выдал Элу за своего единокровного брата — Уильяма Лонжеспе («Длинный Меч»), внебрачного сына короля Генриха II; Уильям получил таким образом титул графа Солсбери по праву жены. О семейной жизни Элы известно немногое. В браке родились четверо сыновей и четыре или пять дочерей. Двое младших сыновей сделали хорошую карьеру: Стефан стал сенешалем Гаскони и юстициарием Ирландии, а Николас — епископом Солсбери. В 1220 году Эла и Уильям заложили пятый и четвёртый камни в фундамент нового собора в Солсбери. «Register of St Osmund» описывает Элу как «женщину, действительно достойную похвалы, потому что она была наполнена страхом перед Господом». В 1225 году прошёл слух, что её муж утонул, после чего к ней посватался племянник Хьюберта де Бурга, но она отказала претенденту. В действительности Уильям умер в замке Солсбери 7 марта 1226 года.
Через 20 дней после смерти мужа Эла принесла оммаж за свои владения королю. От управления замком Солсбери, кастеляном которого был Уильям, вдове пришлось отказаться. В 1227—1228 и 1231—1237 годах она исполняла обязанности шерифа Уилтшира (эту должность в разное время занимали предки Элы, начиная с Эдварда из Солсбери, а также её муж).

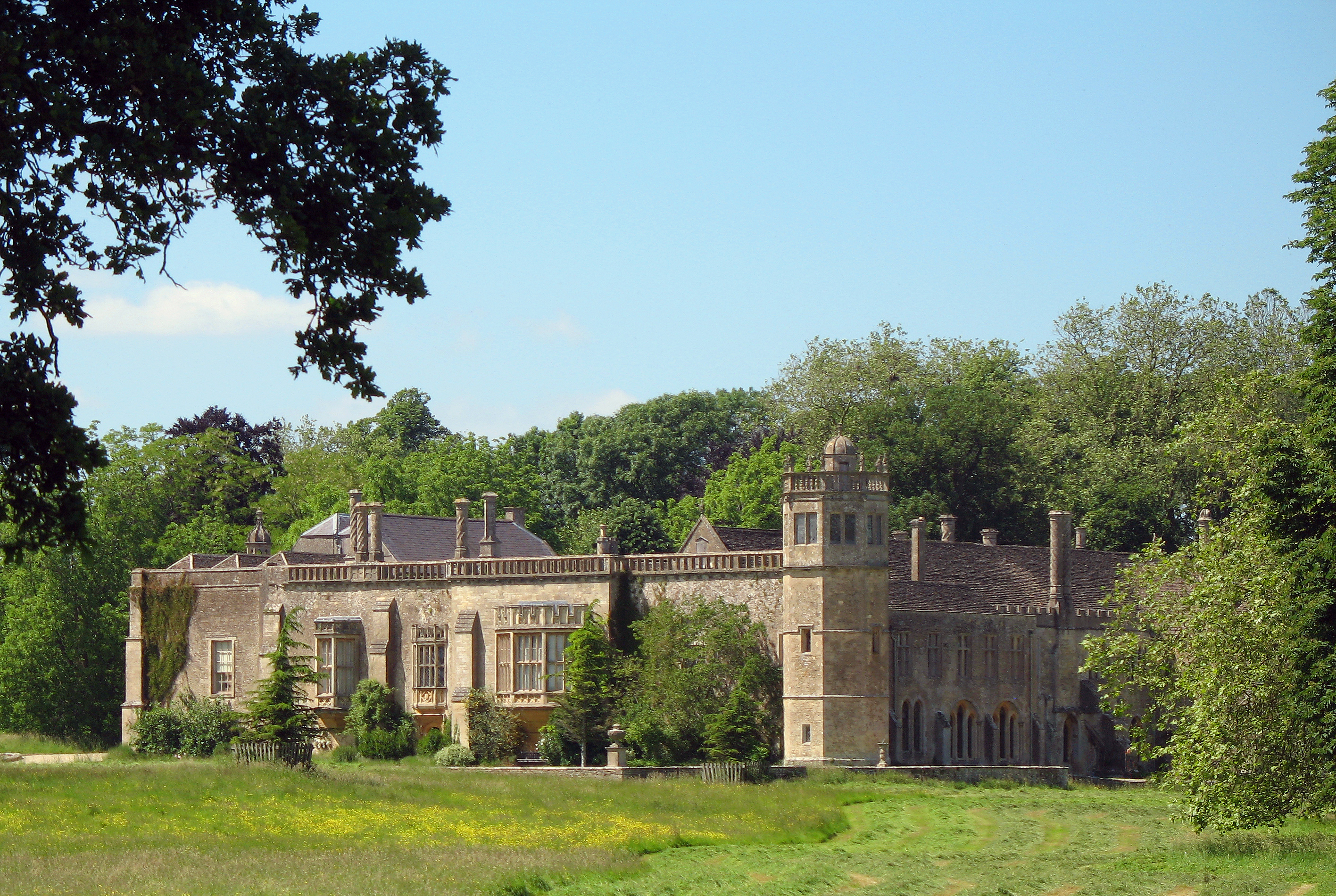
Основанное Элой аббатство Лакок

Став вдовой, Эла много времени уделяла церковным делам. Её муж в 1222 году основал картезианский монастырь в Хатеропе (Глостершир), но монахи посчитали, что место им не подходит, а пожертвования недостаточны. Они обратились к Эле, которая выделила новое место для монастыря в Хинтоне (Сомерсет) и увеличила пожертвования на его содержание. В 1230 году она сама основала августинский монастырь Лакок. В 1237 году Эла постриглась в монахини в этой обители, а когда в 1239 году монастырь был преобразован в аббатство, стала первой аббатисой Лакока. Этот пост она занимала до 1257 года, после чего ушла на покой. Эла Солсберийская умерла 24 августа 1261 года и была похоронена в своём аббатстве.
Эла пережила своего старшего сына и внука. Поэтому наследницей всех её владений и титула стала правнучка, Маргарет Лонжеспе, жена Генри де Ласи, 3-го графа Линкольна.

## Семья
Муж: с 1196 года Уильям Длинный Меч (1176 — 26 марта 1226), 3-й граф Солсбери с 1196 года. Дети:
- Уильям II Лонгеспе (до 1209 — 7 февраля 1250), титулярный граф Солсбери[9];
- Ида I Лонгеспе (после 1206 — после 1260); 1-й муж: Ральф III де Сомери (умер в 1220 году), барон Дадли; 2-й муж: приблизительно с 1220 года Уильям I де Бошан из Бедфорда (умер в 1260), барон Бедфорд[К 2][9][10];
- Ричард Лонгеспе (умер до 27 декабря 1261), священник в Солсбери[9];
- Стефан Лонгеспе[англ.] (умер в 1260), сенешаль Гаскони[9];
- Николас[англ.] (умер в 1297), епископ Солсбери с 1291[9];
- Изабелла Лонгеспе (умерла до 1244); муж до 16 мая 1226 года Уильям де Веси (умер 7 октября 1253), барон Алнвика[9];
- Петронелла Лонгеспе[9];
- Эла Лонгеспе (умерла 9 февраля 1298); 1-й муж: Томас де Бомон (умер 26/27 июня 1242), 6-й граф Уорик с 1229 года; 2-й муж: с 25 ноября 1254/23 марта 1254/1255 года Филипп Бассет из Викомба (умер 29 октября 1271), юстициарий Англии[9];
- Ида II Лонгеспе (умерла после 10 апреля 1262); муж: до 1247 года Уолтер Фиц-Роберт из Вудем Уолтер, Эссекс (умер до 10 апреля 1258)[9][10];
- Мэри Лонгеспе[10].

## Образ в искусстве
- Эла Солсберийская фигурирует в романах Элизабет Чедвик «Ради милости короля» (англ. The Time of Singing) и «Отвергнуть короля» (англ. To Defy A King). Её история описывается в романе Корнелии Функе «Рыцарь-призрак» (англ. Geisterritter)[11].